# Eburia poricollis
Eburia poricollis es una especie de escarabajo longicornio del género Eburia, tribu Eburiini, familia Cerambycidae. Fue descrita científicamente por Chemsak & Linsley en 1973.
Se distribuye por México.

## Descripción
La especie mide 22,2-37,8 milímetros de longitud. El período de vuelo ocurre en los meses de junio, julio y agosto.